# Benthophiloides turcomanus
Benthophiloides turcomanus es una especie de peces de la familia de los Gobiidae en el orden de los Perciformes.

## Morfología
Los machos pueden llegar a alcanzar los 3 cm de longitud total.

## Hábitat
Es un pez de Agua dulce, de clima templado y demersal que vive hasta los 27 m de profundidad. 

## Distribución geográfica
Se encuentran en Asia: el Irán y el Turkmenistán. 

## Observaciones
Es inofensivo para los humanos. 